# カクバヒギリ

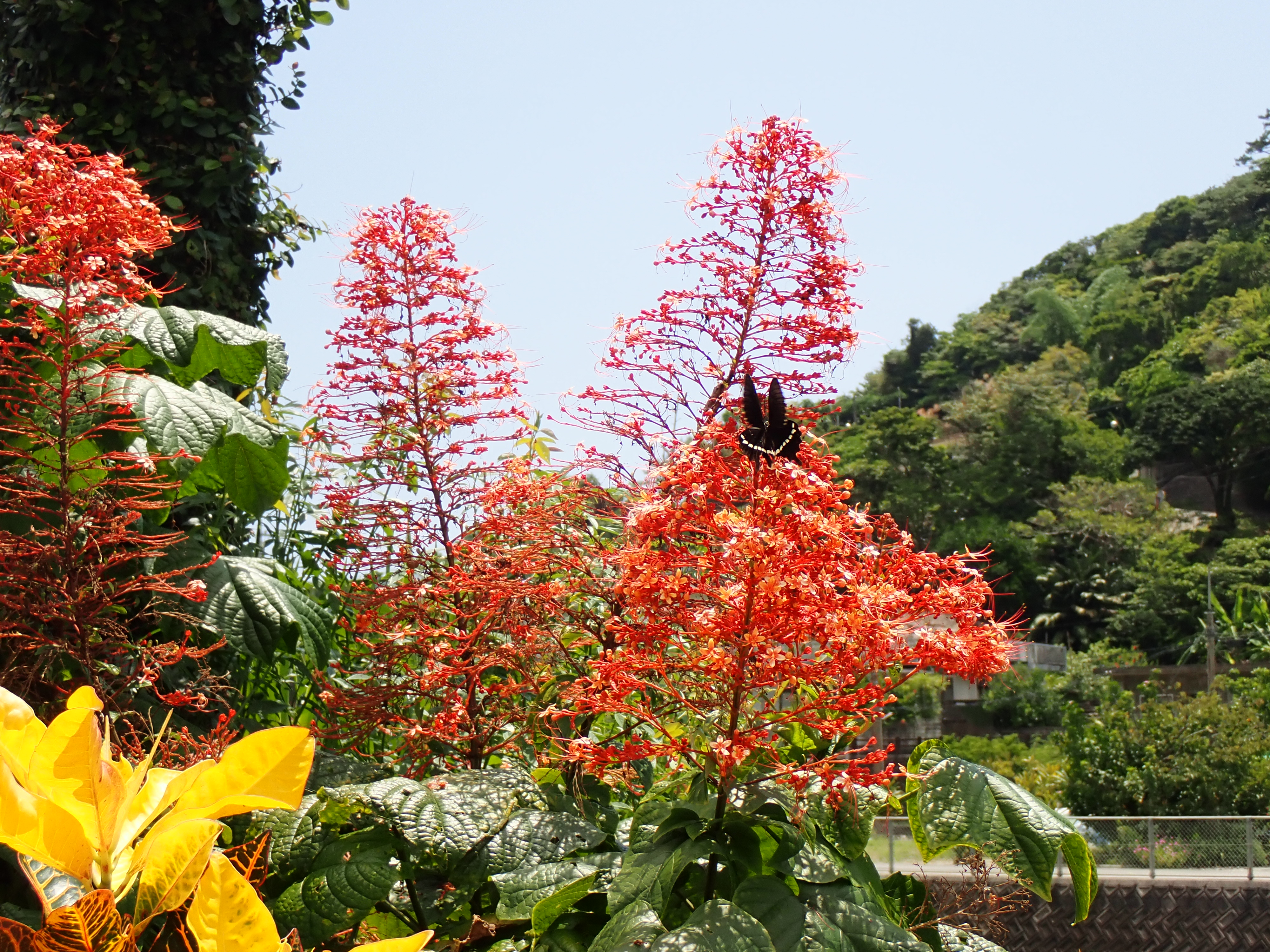
カクバヒギリの花（2024年8月 沖縄県国頭村 植栽）

カクバヒギリ（角葉緋桐、学名：Clerodendrum paniculatum）はシソ科クサギ属の常緑低木。別名シマヒギリ，リュウセンカ。かつてはクマツヅラ科とされ、古い図鑑ではクマツヅラ科に掲載されている。

## 特徴
同じクサギ属のヒギリによく似るが、葉が角張った形状で、花色はやや白みを帯びた橙色である点で区別できる。高さ1–2 m。葉は長さ15–25 cmで3–5裂し、時にハート型を呈することもある。開花期は夏で、径1 cmほどの小さな花が多数集まり形成される円錐形の花序は、高さ15–30 cmに達し、遠くからも目立つ。種小名paniculatumおよび英名は仏塔（パゴダ）の形に似た円錐形の花序に由来する。

## 分布と生育環境、利用
東南アジア～インド原産。
沖縄県内では庭園、公園や鉢植えで利用される。日当たりが良く排水良好な場所に植栽。やや湿気のある場所を好み、日陰でもよく生育する。地下茎で繁殖し、挿し木や株分けで増殖可能。剪定は前年枝を取り除く程度でよい。病虫害は少ない。耐潮風性は乏しい。冬の低温で地上部が枯死することがある。